# Igor Efimov
Igor Efimov (Tbilisi, 16 settembre 1960) è uno scacchista georgiano, per un periodo naturalizzato italiano e successivamente monegasco, Grande maestro.

## Attività scacchistica
Ha vinto il campionato italiano nel 1997 e 1998, quando i regolamenti permettevano anche ai residenti privi di cittadinanza di gareggiare per il titolo.
Per anni ha vissuto a Montecatini Terme, dove ha giocato nella locale squadra del Surya Montecatini, con la quale ha vinto nel 1998 e nel 1999 il campionato italiano di scacchi a squadre.
Ha tenuto alcuni stage, per conto della federazione, per i giovani promettenti.
Ha raggiunto il massimo rating FIDE nel luglio 1997, con 2540 punti Elo, numero 217 al mondo e 1° tra gli italiani .